# Daniel (Wyoming)
Daniel é uma Região censo-designada localizada no estado norte-americano de Wyoming, no Condado de Sublette.

## Demografia
Segundo o censo norte-americano de 2000, a sua população era de 89 habitantes.

## Geografia
De acordo com o United States Census Bureau tem uma área de
14,1 km², dos quais 14,1 km² cobertos por terra e 0,0 km² cobertos por água. Daniel localiza-se a aproximadamente 2193 m acima do nível do mar.

## Localidades na vizinhança
O diagrama seguinte representa as localidades num raio de 44 km ao redor de Daniel.